# Studenac
Studenac (cyr. Студенац) – wieś w Serbii, w okręgu toplickim, w gminie Žitorađa. W 2011 roku liczyła 223 mieszkańców.